# Kenji Fukuda
Kenji Fukuda (Ehime, 21 oktober 1977) is een Japans voetballer.

## Carrière
Kenji Fukuda speelde tussen 1996 en 2009 voor Nagoya Grampus Eight, FC Tokyo, Vegalta Sendai, Guaraní, Pachuca, Irapuato, Castellón, Numancia, Las Palmas en Ionikos FC. Hij tekende in 2010 bij Ehime FC.